# West Indies Cricket Team in Neuseeland in der Saison 2017/18
Die Tour des West Indies Cricket Teams nach Neuseeland in der Saison 2017/18 fand vom 1. Dezember 2017 bis zum 3. Januar 2018 statt. Die internationale Cricket-Tour war Bestandteil der Internationalen Cricket-Saison 2017/18 und umfasste zwei Tests, drei ODIs und drei Twenty20s. Neuseeland gewann die Test-Serie 2–0, die ODI-Serie 3–0 und die Twenty20-Serie 2–0.

## Vorgeschichte
Neuseeland bestritt zuvor eine Tour in Indien, wo sowohl Twenty20-Serie und ODI-Serie verloren wurden. Die West Indies bestritten zuvor eine erfolgreiche Test-Serie in Simbabwe. Die direkt zuvor geplante Twenty20-Serie in Pakistan wurde aus Sicherheitsgründen verschoben.
Das letzte Aufeinandertreffen der beiden Mannschaften bei einer Tour fand in der Saison 2014 in den West Indies statt.

## Stadien
Die folgenden Stadien sind für die Tour als Austragungsort vorgesehen und am 1. August 2017 bekanntgegeben.
| Stadion       | Stadt           | Kapazität | Spiele      |
| ------------- | --------------- | --------- | ----------- |
| Hagley Oval   | Christchurch    | 20.000    | 2. & 3. ODI |
| Seddon Park   | Hamilton        | 10.000    | 2. Test     |
| Bay Oval      | Mount Maunganui | 10.000    | 2. & 3. T20 |
| Saxton Oval   | Nelson          | 6.000     | 3. T20      |
| Basin Reserve | Wellington      | 11.000    | 1. Test     |
| Cobham Oval   | Whangārei       | 5.500     | 1. ODI      |

## Kaderlisten
Die West Indies benannten ihren Test-Kader am 6. November und ihren ODI- und Twenty20-Kader am 5. Dezember 2017.
Neuseeland benannte seinen Test-Kader am 26. November und seinen Twenty20-Kader am 23. Dezember 2017.
| Test | Test | ODI | ODI | Twenty20 | Twenty20 |
| Neuseeland | West Indies | Neuseeland | West Indies | Neuseeland | West Indies |
| --- | --- | --- | --- | --- | --- |
| - Kane Williamson (K) - Tom Blundell (wk) - Trent Boult - Lockie Ferguson - Colin de Grandhomme - Matt Henry - Tom Latham - Henry Nicholls - Jeet Raval - Mitchell Santner - Tim Southee - Ross Taylor - Neil Wagner - BJ Watling (wk) - George Worker | - Jason Holder (K) - Sunil Ambris - Devendra Bishoo - Jermaine Blackwood - Kraigg Brathwaite - Roston Chase - Miguel Cummins - Shane Dowrich (wk) - Shannon Gabriel - Shimron Hetmyer - Shai Hope - Alzarri Joseph - Kieran Powell - Raymon Reifer - Kemar Roach | - Kane Williamson (K) - Todd Astle - Doug Bracewell - Neil Broom - Trent Boult - Colin de Grandhomme - Lockie Ferguson - Matt Henry - Tom Latham (wk) - Adam Milne - Colin Munro - Henry Nicholls - Seth Rance - Mitchell Santner - Tim Southee - Ross Taylor - George Worker | - Jason Holder (K) - Sunil Ambris - Ronsford Beaton - Sheldon Cottrell - Shannon Gabriel - Chris Gayle - Shimron Hetmyer - Kyle Hope - Shai Hope (wk) - Alzarri Joseph - Evin Lewis - Nikita Miller - Jason Mohammed - Ashley Nurse - Rovman Powell - Marlon Samuels - Chadwick Walton - Kesrick Williams | - Kane Williamson (K) - Trent Boult - Doug Bracewell - Tom Bruce - Lockie Ferguson - Martin Guptill - Matt Henry - Anaru Kitchen - Colin Munro - Glenn Phillips (wk) - Seth Rance - Mitchell Santner - Ish Sodhi - Tim Southee - Ross Taylor | - Carlos Brathwaite (K) - Samuel Badree - Ronsford Beaton - Sheldon Cottrell - Rayad Emrit - Andre Fletcher - Chris Gayle - Shimron Hetmyer - Shai Hope - Jason Mohammed - Sunil Narine - Ashley Nurse - Kieron Pollard - Rovman Powell - Marlon Samuels - Jerome Taylor - Chadwick Walton (wk) - Kesrick Williams |

## Tour Matches
| 25. – 27. November Scorecard | Lincoln | West Indies 451-9d (90) & 186 (53) | – | New Zealand A 237 (61.4) & 72-0 (29) |
|                              |         | Remis                              |   |                                      |

| 16. Dezember Scorecard | Whangārei | West Indies 288 (48.4)              | – | New Zealand A 289-4 (48.3) |
|                        |           | New Zealand A gewinnt mit 6 Wickets |   |                            |

## Tests

### Erster Test in Wellington
| 1. – 5. Dezember Scorecard | Wellington (BR) | West Indies 134 (45.4) & 319 (106)               | – | Neuseeland 520-9d (148.4) |
|                            |                 | Neuseeland gewinnt mit einem Innings und 67 Runs |   |                           |

Auf Grund zu langsamer Spielweise wurde der Kapitän der west-indischen Mannschaft Jason Holder mit einer Spielstrafe für den zweiten Test und er und die Mannschaft mit einer Geldstrafe belegt.

### Zweiter Test in Hamilton
| 9. – 13. Dezember Scorecard | Hamilton | Neuseeland 373 (102.2) & 291-8d (77.4) | – | West Indies 221 (66.5) & 203 (63.5) |
|                             |          | Neuseeland gewinnt mit 240 Runs        |   |                                     |

## One-Day Internationals

### Erstes ODI in Whangārei
| 20. Dezember Scorecard | Whangārei | West Indies 248-9 (50)           | – | Neuseeland 249-5 (46) |
|                        |           | Neuseeland gewinnt mit 5 Wickets |   |                       |

### Zweites ODI in Christchurch
| 23. Dezember Scorecard | Christchurch (HO) | Neuseeland 325-6 (50)           | – | West Indies 121 (28) |
|                        |                   | Neuseeland gewinnt mit 204 Runs |   |                      |

### Drittes ODI in Christchurch
| 26. Dezember Scorecard | Christchurch (HO) | Neuseeland 131-4 (23/23)                    | – | West Indies 99-9 (23/23) |
|                        |                   | Neuseeland gewinnt mit 66 Runs (D/L method) |   |                          |

## Twenty20 Internationals

### Erstes Twenty20 in Nelson
| 29. Dezember Scorecard | Nelson | Neuseeland 187-7 (20)          | – | West Indies 140 (19) |
|                        |        | Neuseeland gewinnt mit 47 Runs |   |                      |

### Zweites Twenty20 in Mount Maunganui
| 1. Januar Scorecard | Mount Maunganui | Neuseeland 102-4 (9) | – | West Indies |
|                     |                 | No Result            |   |             |

### Drittes Twenty20 in Mount Maunganui
| 3. Januar Scorecard | Mount Maunganui | Neuseeland 243-5 (20)           | – | West Indies 124 (16.3) |
|                     |                 | Neuseeland gewinnt mit 119 Runs |   |                        |